# El inglés (obra de teatro)
El inglés es una obra dramática-musical de Argentina de 1974, escrita por Juan Carlos Gené y musicalizada por Rubén Verna y Oscar Cardozo Ocampo. Recrea los episodios de la Primera Invasión Inglesa de 1806, cuando se impuso sobre Buenos Aires un gobierno militar británico y la reconquista posterior por un ejército popular rioplatense. La obra constituye un evidente alegato antiimperialista y contrario a los golpes de Estado militares que se generalizaban por entonces en América Latina justificados en la doctrina de la Seguridad Nacional impulsada por Estados Unidos, a lo que opone una propuesta de liberación nacional fundada en la soberanía popular.

## Representaciones
La obra fue resultado de la asociación artística del Cuarteto Zupay, el dramaturgo Juan Carlos Gené y el actor Pepe Soriano y fue estrenada en Córdoba y presentada luego en todo el país con un éxito masivo que llevó a los artistas a interpretarla gratuitamente durante 1975 en sindicatos, asociaciones barriales y escuelas. En el verano de 1976 volvió a ser interpretada en el Hotel Hermitage de Mar del Plata.
La dictadura militar que se instaló en Argentina en 1976 prohibió la representación de la obra en el marco de una violación generalizada de los derechos humanos. Luego de la derrota del gobierno militar en la Guerra de Malvinas y en vísperas de las elecciones que recuperarían la democracia, en 1983, Juan Carlos Gené -vuelto del exilio-, Pepe Soriano y el Cuarteto Zupay, se reunieron para reestrenar El inglés en el Teatro Regina de Buenos Aires y llevarla luego a todo el país en una gira nacional. 
En 1985 la obra fue llevada a España y presentada en seis ciudades de España: Madrid, Sevilla, Zaragoza, Valencia, Murcia y Barcelona.

## Los autores e intérpretes
La obra dramática es obra de Juan Carlos Gené en tanto que la música es obra de Oscar Cardozo Ocampo y el zupay Rubén Verna.
La primera representación fue realizada en 1974 en Córdoba, por Pepe Soriano y el Cuarteto Zupay, integrado entonces por Pedro Pablo García Caffi (barítono), Rubén Verna (tenor), Eduardo Vittar Smith (bajo) y Marcelo Díaz (tenor).
La reposición de 1983 fue realizada en el Teatro Regina de Auenos Aires, también por Pepe Soriano y el Cuarteto Zupay, integrado entonces por Pedro Pablo García Caffi (barítono), Rubén Verna (tenor), Eduardo Vittar Smith (bajo) y Gabriel Bobrow (tenor).
En esta ocasión la obra fue grabada en un álbum, lanzado en 1983. En el mismo participan Mauricio Cardozo Ocampo en guitarra española y guitarra de doce cuerdas; Raúl Cerviño en sintetizador y sintetizador polifónico; Carmelo Saita en campanas y aros de metal; Edgardo Rudnitzky en tam tam y timbales; José Luis Colzani en batería; Felipe Oscar Pérez en piano; Oscar Alem en bajo; Telmo Gómez y Horacio Viola en trompetas; Carlos Hugo Borgnia y Norberto Claudio Tavella en trombones.

## Prólogo
En 1983 Aldrin Martínez escribió un prólogo para ser incluido en la edición discográfica realizada ese año. En una parte del prólogo Gené dice:

Sueño del pueblo, la Nación es el norte de sus acciones, la estrella que orienta sus movimientos y sus luchas. La Nación es la formidable criatura que engendra la indestructible pareja que forman el pueblo y la tierra. Como los hijos, la Nación nace de dolores y gritos, iluminados por cantos de gozo y risas de triunfo. Y como el de los hijos, el nacimiento de la Nación no se limita al mero alumbramiento, sino va transcurriendo a lo largo de un tiempo, el de su crecimiento, formación y concreción definitivos, frente a los peligros y las amenazas de los poderes e intereses que, a su vez, sienten amenazante la existencia misma de la Patria. Y este nacimiento, que seguimos viviendo todos los días, tiene un protagonista: el pueblo. Ese pueblo, incansable, invencible, construye la Nación con su lucha, muriendo y resucitando inevitablemente, una y otra vez.

## La obra
La obra está integrada por una sucesión de textos dramatizados por Pepe Soriano y temas ejecutados por el Cuarteto Zupay, a la manera de una obra lírica.
1. Milonga para mis muertes
2. Triunfo del pueblo
3. El hombre comienza el relato de la negra invasión.
4. Saludo a William Pitt
5. Zamba de hielo
6. Batalla de Quilmes
7. Chacarera del marques
8. El pueblo se arremolina en la plaza pidiendo armas
9. Chacarera del desconfiado
10. El inglés observa con catalejo
11. Parapetado en el fuerte el pueblo escucha
12. Vidala de las armas rotas
13. Barrabasada del prior
14. El luto del pueblo
15. Coplas que el pueblo cuchichea
16. Carnavalito del conductor
17. El pueblo se entera de que el enemigo está enterado
18. El Río de la Plata desata la sudestada
19. En las Chacras de Perdriel el pueblo enfrenta a los ingleses
20. Balada del alemán
21. Silencio y a navegar
22. Himno del pueblo-ángel
23. Las cuitas de William Carr
24. La gritería
25. Cueca del triunfo final
26. Resurrección del hombre del pueblo

El espíritu de la obra está resumido en los dos temas iniciales, Milonga para mis muertes, cantado por Soriano y Triunfo del pueblo, cantado por los Zupay, que en una parte de su letra dicen: 

Milonga para mis muertes

Y sí, yo he muerto señores, no una vez, cientas morí
pero estoy vivo y contando las cosas que yo viví.
¿Qué cómo es ese misterio, qué no nací, qué morí
cientos y cientos de veces y sigo contando aquí?
Porque mi historia, señores, es la historia del país,
cosas que el suelo ha sufrido, cosas que con él sufrí.
Tierra contra el extranjero, extranjero contra tierra,
la tierra quiere su vida, los de afuera, su dinero.
Yo estuve aquí desde siempre y por siempre estaré aquí,
me matarán muchas veces y al ratito estaré aquí.
Voy a contarles mis muertes, que es contarles que viví
y a mostrarles que yo siempre vivo, viviré y viví.

Triunfo del pueblo

El triunfo es de los hombres que hacen la tierra,
la muerte es de los vivos que la saquean.
La tierra se quiere justa, injusta quieren que sea
los que desde afuera vienen y la saquean y la saquean.